# Випромінювання Гокінга

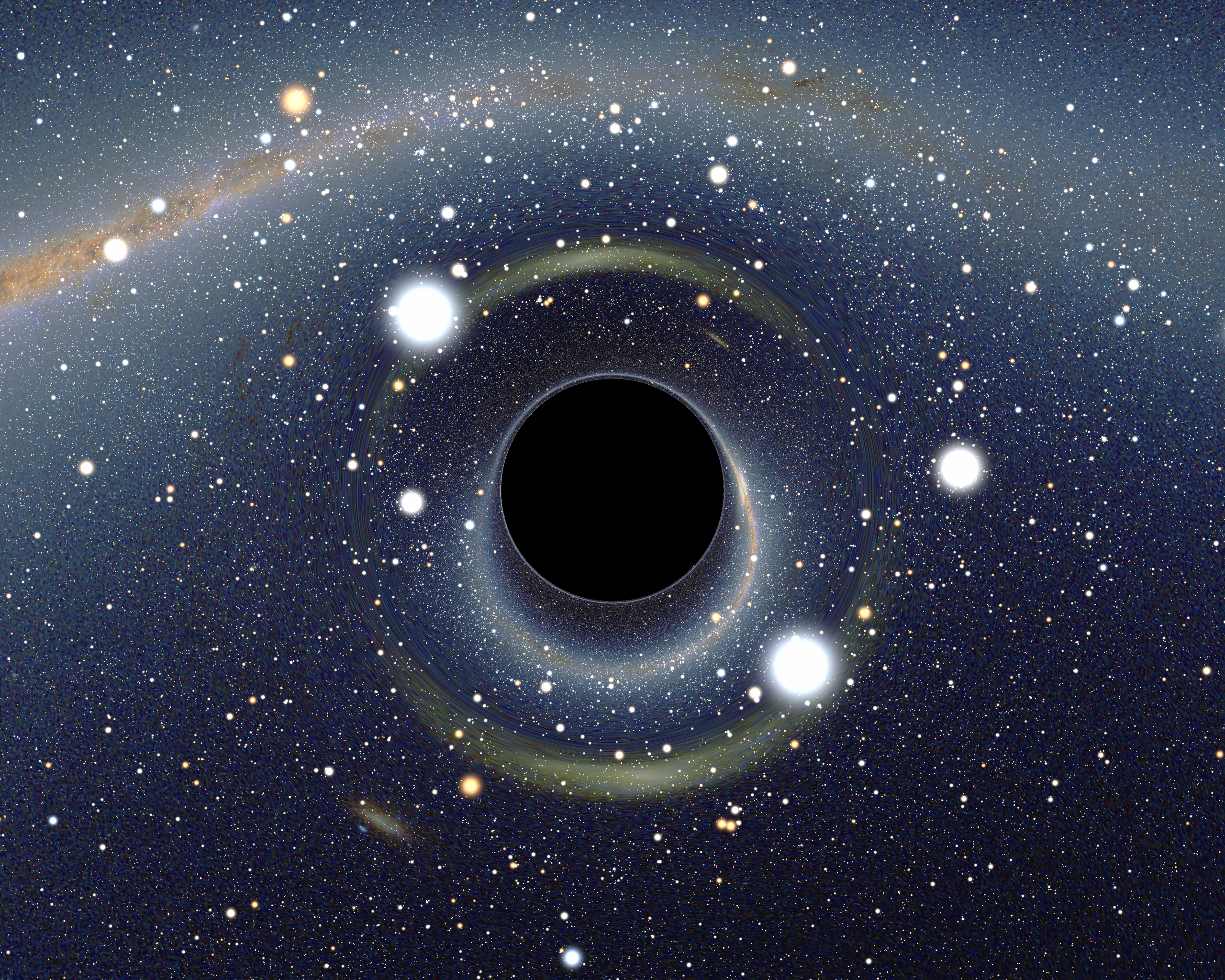
Симуляція вигляду чорної діри (в центрі) на тлі Великої Магеланової Хмари. Зауважте ефект гравітаційного лінзування, внаслідок якого виникають два видовжених і сильно викривлених зображення Хмари. Зверху зображення видно диск Чумацького шляху, який видається вигнутим в дугу.

Випромінювання Гокінга (іноді також випромінювання Бекенштайна-Гокінга) — гіпотетичне випромінювання чорних дір, яке виявляється як потік елементарних частинок (в основному фотонів і нейтрино) і є наслідком квантових флуктуацій у вакуумі поблизу горизонту подій.

## Історія виникнення теорії
З погляду загальної теорії відносності горизонт подій — «точка» неповернення, перетнувши яку, жодне фізичне тіло не може повернутися назад, оскільки для цього воно мало б розвинути швидкість, більшу за швидкість світла. Це мало б означати, що горизонт подій не випромінює також жодного теплового випромінювання, а відтак, що чорна діра має температуру абсолютного нуля, що суперечить законам термодинаміки. 1972 року ізраїльський фізик Джейкоб Бекенштайн висловив припущення про те, що чорні діри повинні мати ненульову температуру та ентропію й своїми дослідженнями дав початок термодинаміці чорних дір. 1973 року в Москві радянські вчені Яків Зельдович та Олексій Старобінський продемонстрували британському фізику Стівену Гокінгу, який тоді перебував з візитом у Москві, що згідно з принципом невизначеності чорні діри, що обертаються, мають породжувати та випромінювати частинки. 1974 року Гокінг дав теоретичне обґрунтування випромінюванню часток чорними дірами, яке згодом стали називати його ім'ям. Вже до кінця 70-х років, після подальших досліджень і публікацій, ця концепція набула широкого сприйняття серед науковців.

## Виникнення випромінювання
Принцип невизначеності передбачає, що у вакуумі постійно відбувається процес народження та анігіляції пар елементарних частинок та античастинок, так званих віртуальних частинок. Згідно з принципом невизначеності, такі віртуальні частинки можуть існувати тільки дуже короткий час. Якщо припустити, що така пара виникає впритул до горизонту подій (чи навіть по його різні боки), одна з частинок пари буде притягнута гравітацією чорної діри до того, як вона встигне анігілювати й інша частинка пари може залишитися зовні горизонту подій. Таким чином сторонньому спостерігачеві здаватиметься, що ця частинка була «випромінена» чорною дірою. Стівен Гокінг передбачив, що чорні діри мають випромінювати постійний потік таких частинок.

## Температура випромінювання
Поблизу горизонту подій вивільнена частинка перебуватиме під дією сили тяжіння чорної діри, яка змушуватиме її рухатися з прискоренням. Відтак, згідно з принципом еквівалентності й унаслідок ефекту Унру, сторонній спостерігач зможе спостерігати випромінювання Гокінга як теплове випромінювання чорної діри. Таким чином, випромінюванню поблизу горизонту подій можна зіставити певну температуру. Якщо для простоти взяти найпростіший випадок чорної діри без заряду і без обертання, так звану Шварцшильдову чорну діру, то для неї значення температури випромінювання можна подати формулою
{\displaystyle T={\hbar c^{3} \over 8\pi kGM}\;\quad \left(\approx {1.227\times 10^{23}\;_{\mathrm {K} }\ \!_{\Gamma }\  \over M}\;{\text{K}}\right),}
де 
{\displaystyle \hbar } — зведена стала Планка,
{\displaystyle c} - швидкість світла у вакуумі,
{\displaystyle k} - стала Больцмана,
{\displaystyle G} - гравітаційна стала,
{\displaystyle M} - маса чорної діри.
Температура чорних дір обернено пропорційна до їхньої маси й зменшується зі збільшенням їхніх розмірів, однак вона відмінна від нуля, а, отже, завдяки випромінюванню Гокінга закони термодинаміки на горизонті подій не порушуються.
Температура чорної діри з масою, рівною Земній, становитиме 
{\displaystyle T_{M_{\oplus }}\approx 2.05\cdot 10^{-2}\;{\text{K}}}.
Температура чорної діри з масою, рівною Сонячній, становитиме 
{\displaystyle T_{M_{\odot }}\approx 6.2\cdot 10^{-8}\;{\text{K}}}.

## Випаровування чорних дір
Згідно з принципом збереження енергії, віртуальна пара не може роз'єднатися сама собою. Це може відбуватися лише під дією зовнішнього поля, за рахунок його енергії. У випадку випромінювання Гокінга, таким полем є гравітаційне поле чорної діри, а, значить, на роз'єднання пари віртуальних частинок чорна діра витрачатиме власну енергію, а, отже, й масу (оскільки енергія та маса пов'язані Ейнштейновою формулою E = mc²).
Потужність такого випромінювання може бути оцінено для Шварцшильдової чорної діри масою {\displaystyle M}, поєднавши формули закону Стефана-Больцмана випромінювання чорного тіла, гравітаційного радіусу чорної діри, попередню формулу температури випромінювання та формулу площі поверхні сфери (горизонту подій чорної діри). Отримана таким чином формула потужності випромінювання матиме вигляд
{\displaystyle P={\hbar c^{6} \over 15360\pi G^{2}M^{2}},}
де: 
{\displaystyle \hbar } — зведена стала Планка,
{\displaystyle c} - швидкість світла,
{\displaystyle G} - гравітаційна стала,
{\displaystyle M} - маса чорної діри.
Потужність випромінювання чорної діри з масою, рівною масі Сонця, становить
{\displaystyle P_{M_{\odot }}\approx 9.004\cdot 10^{-29}\;{\text{W}}}.
Виходячи з цього, можна обчислити, як довго випаровуватиметься чорна діра у порожньому Всесвіті (тобто, коли вона не поглинає речовину чи реліктове випромінювання). Час випаровування чорної діри масою {\displaystyle M} подається формулою
{\displaystyle t={5120\pi G^{2}M^{3} \over \hbar c^{4}}}.
Так, чорна діра з масою, рівною масі Сонця, випаровуватиметься {\displaystyle t_{M_{\odot }}\approx 6.617\cdot 10^{74}c}, або близько {\displaystyle 2.098\cdot 10^{67}} років, що набагато більше, ніж нинішній вік Всесвіту {\displaystyle 13.798\pm 0.037\cdot 10^{9}} років. Проте для менших чорних дір, масою, наприклад, 1011 кг, час випаровування буде меншим за час існування Всесвіту.
Однак, оскільки Всесвіт заповнений космічним мікрохвильовим фоновим випромінюванням, для того щоб чорна діра зменшувалася, тобто випромінювала більше енергії, ніж поглинала, її температура має бути більшою, ніж температура навколишнього середовища (Всесвіту), яка в наш час становить 2,7 K. Це означає, що маса такої чорної діри має бути меншою 0,8% маси Землі.

### Наслідки випаровування чорних дір
- Випаровування чорних дір робить більш послідовною термодинаміку чорних дір, демонструючи, як чорні діри термодинамічно взаємодіють із рештою Всесвіту.
- На відміну від більшості об'єктів температура чорної діри зростає зі зменшенням маси. Швидкість зростання температури є експоненційною, і найбільш імовірним фіналом випаровування чорної діри є вибух гамма-променів[3][13].
- Найпростіші моделі випаровування чорних дір призводять до парадоксу зникнення інформації в чорній дірі[14]. Він полягає в тому, що інформація про все, що потрапило до чорної діри, безповоротно втрачається, коли вона випаровується, оскільки в цих моделях випромінювання Гокінга є випадковим (не має жодного стосунку до початкової інформації). Запропоновано низку підходів для розв'язання цієї проблеми[5][14].

## Виноски
1. 1 2 3 4 5  Jones, Andrew Zimmerman. What is Hawking Radiation?. Архів оригіналу за 27 квітня 2014. Процитовано 24 квітня 2014. (англ.)
2. ↑  John Baez. Hawking Radiation. Архів оригіналу за 1 липня 2014. Процитовано 24 квітня 2014. (англ.)
3. 1 2 3 4  S. W. Hawking. Black hole explosions?. Архів оригіналу за 25 травня 2011. Процитовано 24 квітня 2014. (англ.)
4. 1 2  Hawking radiation questions. Архів оригіналу за 2 вересня 2013. Процитовано 24 квітня 2014. (англ.)
5. 1 2  Brian Koberlein. Why Hawking is Wrong About Black Holes. Архів оригіналу за 27 квітня 2014. Процитовано 24 квітня 2014. (англ.)
6. ↑  Hana Levi Julian. '40 Years of Black Hole Thermodynamics' in Jerusalem. Архів оригіналу за 22 вересня 2012. Процитовано 24 квітня 2014. (англ.)
7. 1 2  White, Michael; Gribbin, John (2002). Stephen Hawking: A Life in Science (вид. 2nd). National Academies Press. ISBN 978-0-309-08410-9. Архів оригіналу за 6 вересня 2013. Процитовано 26 квітня 2014.(англ.)
8. ↑  Hawking, Stephen W. (1992). Stephen Hawking's A brief history of time: a reader's companion. Bantam Books. ISBN 978-0-553-07772-8. Архів оригіналу за 6 вересня 2013. Процитовано 26 квітня 2014.(англ.)
9. ↑  Ferguson, Kitty (2011). Stephen Hawking: His Life and Work. Transworld. ISBN 978-1-4481-1047-6. Архів оригіналу за 6 вересня 2013. Процитовано 26 квітня 2014. pp. 70-74 (англ.)
10. ↑  Larsen, Kristine (2005). Stephen Hawking: a biography. Greenwood Publishing Group. ISBN 978-0-313-32392-8. Архів оригіналу за 20 червня 2013. Процитовано 26 квітня 2014. pp. 42–43 (англ.)
11. ↑  David Shiga. Hawking radiation glimpsed in artificial black hole. Архів оригіналу за 27 квітня 2014. Процитовано 24 квітня 2014. (англ.)
12. 1 2  Andrew Hamilton. Hawking Radiation. Архів оригіналу за 3 лютого 2007. Процитовано 24 квітня 2014. (англ.)
13. 1 2 3  Jean Tate. Hawking Radiation. Архів оригіналу за 27 квітня 2014. Процитовано 24 квітня 2014.(англ.)
14. 1 2  Plugging the hole in Hawking’s black hole theory. Архів оригіналу за 27 квітня 2014. Процитовано 24 квітня 2014.(англ.)

## Інтернет-ресурси
- Скільки живе чорна діра? Випромінювання Гокінга
- Випромінювання Гокінга